# Otto Schöne
Otto Robert Alwin Schöne (* 21. Dezember 1888 in Grube Ilse-Bückgen; † 22. März 1962 in Berlin) war ein deutscher Maschinenbauingenieur und Hochschullehrer.

## Leben
Nach einer Ausbildung zum Schlosser studierte Otto Schöne von 1908 bis 1910 Maschinenbau an der Königlichen Höheren Maschinenbauschule Breslau. Von 1910 bis 1912 war er als Ingenieur bei der Gasmotorenfabrik Deutz beschäftigt. Im Anschluss leistete er seine Wehrdienst bei der Kaiserlichen Marine, danach bis 1916 seinen Kriegsdienst. Im Jahr 1916 wurde er an die Kaiserliche Werft Kiel als Prüfstandsingenieur für Flugmotore abkommandiert. Von 1918 bis 1934 war Schöne als Ingenieur für die Ilse Bergbau AG, Grube Ilse, tätig. 1925 erlangte er sein Abitur und studierte von 1925 bis 1928 an der Technischen Hochschule Berlin, wo er 1930 promoviert und 1931 für das Lehrgebiet „Industrielle Dampfkraftkraftwerke“ habilitiert wurde.
Ab 1932 war Otto Schöne Privatdozent an der Technischen Hochschule Berlin, von 1934 bis 1945 war er dort ordentlicher Professor für Wärmelehre und Dampfkraftanlagen sowie Direktor des Maschinenlaboratoriums der Technischen Hochschule. Von 1939 bis 1941 hatte er die kommissarische Leitung der Versuchsanstalt für Verbrennungsmaschinen und Kraftfahrzeuge inne. Von 1939 bis 1942 war er Dekan seiner Fakultät, von 1943 bis 1945 Prorektor der Technischen Hochschule. An der in Technische Universität umbenannten Hochschule lehrte er als ordentlicher Professor von 1949 bis zu seiner Emeritierung Ende März 1957 Wärmelehre und Dampfkraftwerke. Von 1950 bis ebenfalls Ende März 1957 war er parallel dazu Direktor des Kraft- und Fernheizwerkes in Berlin-Charlottenburg. Von 1951 an war er Mitglied des Deutschen Nationalen Komitees der Weltkraftkonferenz. Für die türkische Regierung war Schöne in den Jahren 1949 und 1952 technisch-wissenschaftlicher Gutachter. 1958 ernannte ihn die Technische Hochschule Berlin zu ihrem Ehrensenator.
Otto Schöne gehörte dem Verein Deutscher Ingenieure (VDI) an.